# Kegaska
Kegaska eller Kegashka är en ort i provinsen Québec i Kanada. Den ligger i den östra delen av landet, 1 200 km öster om huvudstaden Ottawa. Antalet invånare var 124 vid folkräkningen 2021.